# Eparchie alexandrovská
Eparchie alexandrovská je eparchie ruské pravoslavné církve nacházející se v Rusku.

## Území a titul biskupa
Zahrnuje všechny farnosti v rajónech Alexandrov, Kiržač, Kolčugino, Petuški a Jurjev-Polskij.
Eparchiální biskup nese titul biskup alexandrovský a jurjev-polský.

## Historie
Dne 14. listopadu 1923 byl Svatým synodem v eparchii Vladimir založen alexandrovský vikariát. Tím oblast získala svého biskupa. Tento vikariát zanikl 17. ledna 1935.
Dne 16. července 2013 byla oddělením z vladimirské eparchie vytvořena eparchie alexandrovská.

## Seznam biskupů
Vikariát vladimirské eparchie
- 1923–1924 Pavel (Kratirov)
- 1932–1935 Leonid (Antoščenko)

Eparchie Alexandrov
- 2013–2014 Jevlogij (Smirnov)
- 2014–2018 Jevstafij (Jevdokimov)
- 2018–2024 Innokentij (Jakovlev)
  - 2024–2025 Nikandr (Pilišin) dočasný správce
- od 2025 Stefan (Privalov)